# Guilherme Ramos
Guilherme „Gui“ Magro Pires Ramos (* 11. August 1997 in Lissabon) ist ein portugiesischer Fußballspieler. Er steht beim Hamburger SV unter Vertrag.

## Karriere
Ramos begann seine fußballerische Laufbahn bei einem Amateurklub aus der portugiesischen Gemeinde Linda-a-Velha. 2012 wurde er von der Jugendakademie von Sporting Lissabon verpflichtet. Im Juli 2016 erhielt er dort einen Vertrag bei der Zweitmannschaft. Für diese debütierte er am 6. August 2016 (1. Spieltag) bei einer 1:2-Niederlage gegen Portimonense SC über die vollen 90 Minuten in der Segunda Liga. Nach fünf Einsätzen zu Beginn der Spielzeit 2016/17 spielte er fünfmal, wurde anschließend jedoch in keiner Partie mehr eingesetzt. In der Saison 2017/18 kam er erneut nur fünfmal in der Meisterschaft zum Einsatz.
Daraufhin wurde er für die gesamte Spielzeit 2018/19 an den CD Mafra verliehen. Für seine neue Mannschaft debütierte er direkt am ersten Spieltag bei einem Auswärtssieg über den Varzim SC über die volle Spielzeit. Im Spiel darauf erzielte er gegen die zweite Mannschaft von Vitória Guimarães das 2:0 und somit den ersten Treffer seiner Profilaufbahn. Die einjährige Leihe beendete er mit 19 Ligaeinsätzen und diesem einen Tor.
Nach seiner Rückkehr wechselte er zum Ligakonkurrenten CD Feirense. Sein Vereinsdebüt gab er am 22. September 2019 (6. Spieltag) gegen Académica Coimbra, als er früh in die Partie kam. Gegen UD Vilafranquense schoss er, bei einem 1:1-Unentschieden, das erste Tor für seinen neuen Arbeitgeber. Die erste Saison bei Feirense beendete er mit 15 Einsätzen und zwei Toren in der zweithöchsten portugiesischen Spielklasse. In der Saison 2020/21 spielte er bereits in 30 Ligaduellen und schoss erneut zwei Tore.
Zur neuen Spielzeit 2021/22 wechselte er nach Deutschland zum Bundesligisten Arminia Bielefeld. Sein Mannschaftsdebüt gab er bei einem 6:3-Sieg im DFB-Pokal gegen die SpVgg Bayreuth, als er in der letzten Minute ins Spiel kam. Insgesamt spielte er 13 Saisonspiele in der Bundesliga und stieg mit der Arminia in die 2. Bundesliga ab. In der Saison 2022/23 folgten 23 Zweitligaeinsätze (18-mal von Beginn), in denen er ein Tor erzielte. Die Arminia beendete die Spielzeit auf dem 16. Platz und verlor die Relegation gegen den SV Wehen Wiesbaden, womit man in die 3. Liga abstieg.
Ramos verblieb allerdings in der 2. Bundesliga und wechselte zur Saison 2023/24 zum Hamburger SV, bei dem er einen Vertrag bis zum 30. Juni 2026 unterschrieb. In seiner ersten Saison kam er auf 22 Zweitligaeinsätze (19-mal in der Startelf), in denen er ein Tor erzielte. Dabei profitierte er vom langfristigen Ausfall des Kapitäns Sebastian Schonlau, sodass als Innenverteidiger neben Ramos noch Dennis Hadžikadunić und Stephan Ambrosius zur Verfügung standen. Nach dem Trainerwechsel von Tim Walter zu Steffen Baumgart Ende Februar 2024 kam Ramos seltener zum Einsatz, da Baumgart vermehrt auf das Duo Schonlau-Hadžikadunić setzte. Im Sommer 2024 gab der HSV Ambrosius ab und verpflichtete Lucas Perrin. Zudem wurden an den ersten vier Spieltagen Daniel Elfadli und Moritz Heyer im Abwehrzentrum vor Ramos, der lediglich einmal eingewechselt wurde, eingesetzt. Daher kehrte er Anfang September 2024 kurz vor dem Ende der Transferperiode nach Portugal zurück und wechselte bis zum Ende der Saison 2024/25 auf Leihbasis zum Erstligisten CD Santa Clara. Dort kam er allerdings nur auf sechs Ligaeinsätze (viermal von Beginn).
Zur Sommervorbereitung 2025 kehrte Ramos zum HSV zurück, der ohne ihn in die Bundesliga aufgestiegen war und mittlerweile von Merlin Polzin trainiert wurde.